# Чемпионат мира по шоссейным велогонкам 1965
Чемпионат мира по шоссейным велогонкам 1965 года проходил в Сан-Себастьяне (Испания).

## Медалисты
| Велогонка     | Золото                                                                   | Золото   | Серебро                                                                                           | Серебро     | Бронза                                                                | Бронза  |
| ------------- | ------------------------------------------------------------------------ | -------- | ------------------------------------------------------------------------------------------------- | ----------- | --------------------------------------------------------------------- | ------- |
| Мужчины       |                                                                          |          |                                                                                                   |             |                                                                       |         |
| Профессионалы | Том Симпсон · Великобритания                                             | 6ч39’19" | Руди Альтиг ФРГ                                                                                   | то же время | Роже Свертс · Бельгия                                                 | + 3’40" |
| Любители      | Жак Ботерель · Франция                                                   |          | Хосе Мануэль Ласа · Испания                                                                       |             | Баттиста Монти · Италия                                               |         |
| Команды       | Италия · Лучано Далла Бона · Пьетра Герра · Мино Денти · Джузеппе Сольди |          | Испания · Вентура Диас Аррей · Хосе Мануэль Лопес Родригес · Хосе Мануэль Ласа · Доминго Перурена |             | Франция · Андре Десваж · Жерар Свертвеж · Анри Хайнц · Клод Лешателье |         |
| Женщины       |                                                                          |          |                                                                                                   |             |                                                                       |         |
|               | Элизабет Айххольц · ГДР                                                  |          | Ивонна Рейндерс · Бельгия                                                                         |             | Айно Пуронен · СССР                                                   |         |